# Tabora (region)
Tabora er en af Tanzanias 26 administrative regioner. Regionhovedstaden er byen Tabora. Tabora grænser til Shinyanga i nord, Singida i øst, Mbeya i syd og Rukwa og Kigoma i vest. Regionen har 2.258.664 indbyggere (2009) og et areal på 76.151 km².
Tabora består af  seks distrikter: Tabora Mjini, Nzega, Igunga, Uyui, Urambo og Sikonge.

## Eksterne kilder og henvisninger
1. ↑   Statoids, Regions of Tanzania

5°30′S 32°50′Ø / 5.500°S 32.833°Ø